# 2011 Winter SMTown – The Warmest Gift
2011 Winter SMTown – The Warmest Gift é o oitavo álbum de inverno da SM Town, lançado em 13 de dezembro de 2011 através da SM Entertainment e distribuído pela KMP Holdings na Coreia do Sul. Foi a primeira coletânea de inverno em quatro anos e também seu primeiro álbum a ter todas as canções inteiramente em inglês. Este é também o primeiro álbum a contar com a participação de f(x) e de J-Min.
A faixa principal do álbum é "Santa U Are The One", interpretada por Super Junior com os membros do Super Junior-M, Henry e Zhou Mi. O videoclipe foi lançado em 13 de dezembro de 2011 no canal oficial da SMTown no YouTube. O vídeo mostra os membros do Super Junior com Henry e Zhou Mi cantando em estúdio e cenas de bastidores dos artistas da SM durante a sessão de fotos para o álbum.

## Lista de faixas
| N.º            | Título                     | Letras                                                | Música                                                | Artista                          | Duração |  |
| 1.             | "Santa U Are The One"      | Ove Andre Brenna                                      | Ove Andre Brenna                                      | Super Junior com Henry & Zhou Mi | 3:34    |  |
| 2.             | "Sleigh Ride"              | Mitchell Parish                                       | Leroy Anderson                                        | TVXQ                             | 2:54    |  |
| 3.             | "Distance"                 | Alex Wright, Andrew Choi                              | Kim Tae-sung                                          | BoA                              | 3:29    |  |
| 4.             | "Last Christmas"           | George Michael                                        | George Michael                                        | SHINee                           | 4:37    |  |
| 5.             | "Diamond"                  | Kim Jung-bae                                          | Kenzie                                                | Girls' Generation                | 3:16    |  |
| 6.             | "For The First Time"       | Ann Judith Stokke Wik                                 | Zig Zag Note                                          | Kangta                           | 4:39    |  |
| 7.             | "Like A Dream"             | Misfit, Ann Judith Stokke Wik                         | Jung-mo                                               | TRAX                             | 3:41    |  |
| 8.             | "The First Noel"           |                                                       |                                                       | Zhang Liyin                      | 3:18    |  |
| 9.             | "1, 2, 3"                  | Ann Judith Stokke Wik                                 | Peppertones                                           | f(x)                             | 4:20    |  |
| 10.            | "Amazing"                  | Jens Oettrich, Linda Andrews, Jesper Tønnow Rasmussen | Jens Oettrich, Linda Andrews, Jesper Tønnow Rasmussen | Dana & Sunday                    | 4:55    |  |
| 11.            | "Happy Xmas (War Is Over)" | John Lennon, Yoko Ono                                 | John Lennon, Yoko Ono                                 | J-Min                            | 3:37    |  |
| Duração total: | Duração total:             | Duração total:                                        | Duração total:                                        | Duração total:                   | 42:20   |  |

## Desempenho nas paradas
| Parada                          | Melhor posição |
| ------------------------------- | -------------- |
| Gaon Albums                     | 1              |
| Hanteo Albums                   | 2              |
| Oricon Weekly Albums            | 36             |
| AstroPlus Weekly Physical Chart | 1              |
| G-Music J-pop Albums            | 5              |

| Tabela               | Vendas  |
| -------------------- | ------- |
| Gaon vendas físicas  | 45.581+ |
| Oricon Weekly Albums | 6.827+  |

## Histórico de lançamento
| País          | Data de lançamento     | Distribuidora     |
| ------------- | ---------------------- | ----------------- |
| Coreia do Sul | 13 de dezembro de 2011 | KMP Holdings      |
| Japão         | 15 de dezembro de 2011 | Avex Trax         |
| Taiwan        | 5 de janeiro de 2012   | Avex Taiwan       |
| Filipinas     | 21 de janeiro de 2012  | Universal Records |
| Tailândia     | 4 de março de 2012     | SM True           |